# Villers-aux-Vents
Villers-aux-Vents è un comune francese di 145 abitanti situato nel dipartimento della Mosa nella regione del Grand Est.

## Società

### Evoluzione demografica
Abitanti censiti